# New Life (Depeche Mode)
New Life è un singolo del gruppo musicale britannico Depeche Mode, pubblicato il 13 giugno 1981 come primo estratto dal primo album in studio Speak & Spell.

## Descrizione
Contrariamente a quanto si crede, la foto della copertina dell'edizione 12" (e successivamente anche quella CD) che raffigura un bambino appena nato che piange con gli occhi coperti da una sbarra nera, non è stata rielaborata per l'album dei Black Sabbath Born Again. L'autore della copertina di Born Again ha rivelato in un'intervista che l'ha elaborata, basandosi sulla peggiore rivista che ha trovato, sotto effetto delle peggiori droghe su cui poteva mettere le mani pur di ottenere la copertina peggiore possibile, cercando di non restare nel mezzo della faida tra il produttore dei Black Sabbath e sua figlia. Lei gli ha portato via dalla sua etichetta Ozzy Osbourne, allora ex-cantante del gruppo, e lui ha voluto rispettare il lavoro della copertina ma cercando anche di farsi licenziare, ottenere la liquidazione e passare a lavorare per Osbourne mantenendo un basso profilo. Purtroppo per lui la copertina è stata accettata dai membri del gruppo (a parte il nuovo cantante, Ian Gillan, che si dice che vedendo la copertina dalla rabbia ha tentato di buttare una scatola piena di copie dell'album dalla finestra)

## Tracce
Testi e musiche di Vince Clarke.
7"
- Lato A

1. New Life – 3:45

- Lato B

1. Shout! – 3:45

12"
- Lato A

1. New Life (Remix) – 4:00

- Lato B

1. Shout! (Rio Mix) – 7:35

CD
1. New Life (Remix) – 3:58
2. Shout – 3:45
3. Shout (Rio Mix) – 7:33

## Formazione
Hanno partecipato alle registrazioni, secondo le note di copertina di Speak & Spell:
Gruppo
- Dave Gahan – sintetizzatore, voce
- Vince Clarke – sintetizzatore, voce
- Martin Lee Gore – sintetizzatore, voce
- Andrew Fletcher – sintetizzatore, voce

Produzione
- Depeche Mode – produzione
- Daniel Miller – produzione
- Eric Radcliffe – ingegneria del suono
- John Fryer – ingegneria del suono

## Classifiche
| Classifica (1981)        | Posizione massima |
| ------------------------ | ----------------- |
| Irlanda                  | 22                |
| Regno Unito              | 11                |
| Stati Uniti (dance club) | 29                |